# Kirsten L. Clark
Pour les articles homonymes, voir Clark.
Kirsten Lee Clark est une skieuse alpine américaine, née le 23 avril 1977. Elle a participé à sa première course de Coupe du monde de ski alpin le 16 novembre 1995 à Beaver Creek lors d'une épreuve de Super-G, et a glané ses premiers points le 18 janvier 1997 en finissant 29e du slalom géant de Zwiesel.
Lors des Championnats du monde de ski alpin 2003 à St. Moritz, elle a obtenu la médaille d'argent en Super-G.

## Biographie
En Coupe nord-américaine de ski alpin, elle est montée 13 fois sur le podium, donc 4 sur la plus haute marche (1 fois en descente à Big Mountain en décembre 1996, 1 fois en slalom géant à Attitash en janvier 1996 et 2 fois en slalom géant à Mission Ridge en mars 1997). 
Elle a été sacrée 6 fois championne nationale de descente (1998, 1998, 1999, 2000, 2001et 2006), 2 fois vice-championne nationale de slalom géant (1996 et 2001). En Super-G, elle est montée une fois sur la plus haute marche (2000), a gagné 2 fois la médaille d'argent (1997 et 2006), et 2 fois celle de bronze (1997 et 2001).

## Palmarès

### Jeux olympiques
| Épreuve / Édition | Nagano 1998 | Salt Lake City 2002 | Turin 2006 |
| Descente          | 28e         | 12e                 | 21e        |
| Super G           | DNF1        | 14e                 | 14e        |
| Slalom géant      | -           | 26e                 | -          |
| Combiné           | 18e         | -                   | -          |

### Championnats du monde
| Épreuve / Édition | Sestrières 1997 | Beaver Creek 1999 | Sankt Anton 2001 | St. Moritz 2003 | Bormio 2005 | Åre 2007 |
| Descente          | -               | 16e               | 12e              | 19e             | DNS1        | 15e      |
| Super G           | 24e             | -                 | 9e               | Argent          | 10e         | 20e      |
| Slalom géant      | DNF2            | 22e               | 20e              | DNF2            | -           | -        |
| Combiné           | -               | -                 | 10e              | -               | -           | -        |

### Coupe du monde
- Meilleur classement au général : 9e en 2003
- 8 podiums dont 1 victoire.

#### Différents classements en coupe du monde
| Saison / Épreuve | Saison / Épreuve | Général | Général | Descente | Descente | Super G | Super G | Géant  | Géant  | Slalom | Slalom | Combiné | Combiné |
| ---------------- | ---------------- | ------- | ------- | -------- | -------- | ------- | ------- | ------ | ------ | ------ | ------ | ------- | ------- |
| Saison / Épreuve | Saison / Épreuve | Class.  | Points  | Class.   | Points   | Class.  | Points  | Class. | Points | Class. | Points | Class.  | Points  |
| 1997             | 1997             | 109e    | 8       | -        | -        | 39e     | 6       | 53e    | 2      | -      | -      | -       | -       |
| 1998             | 1998             | 75e     | 40      | 40e      | 10       | 34e     | 30      | -      | -      | -      | -      | -       | -       |
| 1999             | 1999             | 70e     | 47      | 34e      | 26       | 43e     | 21      | -      | -      | -      | -      | -       | -       |
| 2000             | 2000             | 60e     | 133     | 27e      | 92       | 32e     | 41      | -      | -      | -      | -      | -       | -       |
| 2001             | 2001             | 30e     | 285     | 12e      | 181      | 22e     | 99      | 52e    | 5      | -      | -      | -       | -       |
| 2002             | 2002             | 29e     | 321     | 16e      | 153      | 11e     | 121     | 32e    | 47     | -      | -      | -       | -       |
| 2003             | 2003             | 9e      | 661     | 3e       | 316      | 10e     | 152     | 25e    | 75     | -      | -      | 14e     | 18      |
| 2004             | 2004             | 13e     | 456     | 9e       | 228      | 16e     | 141     | 20e    | 87     | -      | -      | -       | -       |
| 2005             | 2005             | 30e     | 239     | 15e      | 148      | 24e     | 82      | 47e    | 9      | -      | -      | -       | -       |
| 2006             | 2006             | 23e     | 293     | 18e      | 92       | 8e      | 201     | -      | -      | -      | -      | -       | -       |
| 2007             | 2007             | 51e     | 144     | 23e      | 105      | 32e     | 39      | -      | -      | -      | -      | -       | -       |

#### Saison par saison
- 2001 :
  - Descente : 1 victoire (Lenzerheide ( Suisse))